# Hip Hop Haufor
Hip Hop Haufor, född 27 juli 2017, är en fransk varmblodig travhäst som tränas av sin och körs av sin ägare Christian Bigeon.
Han började tävla i maj 2020 och inledde med en andraplats för att sedan ta sin första seger i fjärde starten. Han har hittills sprungit in 498 270 euro på 48 starter, varav 11 segrar och 5 andraplatser samt 7 tredjeplatser. Karriärens hittills största segrar har kommit i Prix de Bretagne (2022).
Han har även segrat i Prix de Vaumas (2021), Prix Louis Chouteau (2022) och Prix Jean Dumouch (2023). Samt kommit på andraplats i Prix Jockey (2022) och på tredjeplats i Prix Robert Auvray (2022), Prix Albert Demarcq (2022) och Europeiskt femåringschampionat (2022).
Hip Hop Haufor kom på fjärdeplats i 2023 års upplaga av Prix d'Amérique, men till 2024 års upplaga lyckades han inte kvala in till loppet.

## Statistik
| Statistik för Hip Hop Haufor (Ref.) | Statistik för Hip Hop Haufor (Ref.) | Statistik för Hip Hop Haufor (Ref.) | Statistik för Hip Hop Haufor (Ref.) | Statistik för Hip Hop Haufor (Ref.) | Statistik för Hip Hop Haufor (Ref.) |
| ----------------------------------- | ----------------------------------- | ----------------------------------- | ----------------------------------- | ----------------------------------- | ----------------------------------- |
| Starter                             | Placeringar                         | Startprissumma                      | Segerprocent                        | Platsprocent                        | Rekord                              |
| 48                                  | 11-5-7                              | 498 270 euro                        | 23 %                                | 48 %                                | 1.10,8ak,                           |

### Större segrar
| År   | Lopp                | Kusk             | Vinstbelopp | Grupp   |
| ---- | ------------------- | ---------------- | ----------- | ------- |
| 2022 | Prix Louis Chouteau | Christian Bigeon | 40 500 EUR  | Grupp 3 |
| 2022 | Prix de Bretagne    | Christian Bigeon | 54 000 EUR  | Grupp 2 |
| 2023 | Prix Jean Dumouch   | Christian Bigeon | 40 500 EUR  | Grupp 3 |